# 落部車站
落部車站（日语：／ Otoshibe eki */?）是由北海道旅客鐵道（JR北海道）所經營的鐵路車站，位於日本北海道二海郡八雲町，是JR北海道函館本線的沿線車站之一。落部車站屬於JR北海道函館支社的管理範圍，由八雲車站管理，設有一木造的站房並有委託代售車票的業務。現時只提供每天上、下行各六班的普通列車來往函館與長萬部之間（但最後一班上行列車則只營運至森）。
車站名稱來自阿伊努語的「o-tes-pet」或「o-tes-un-pet」，意思是下游有魚梁的河川。

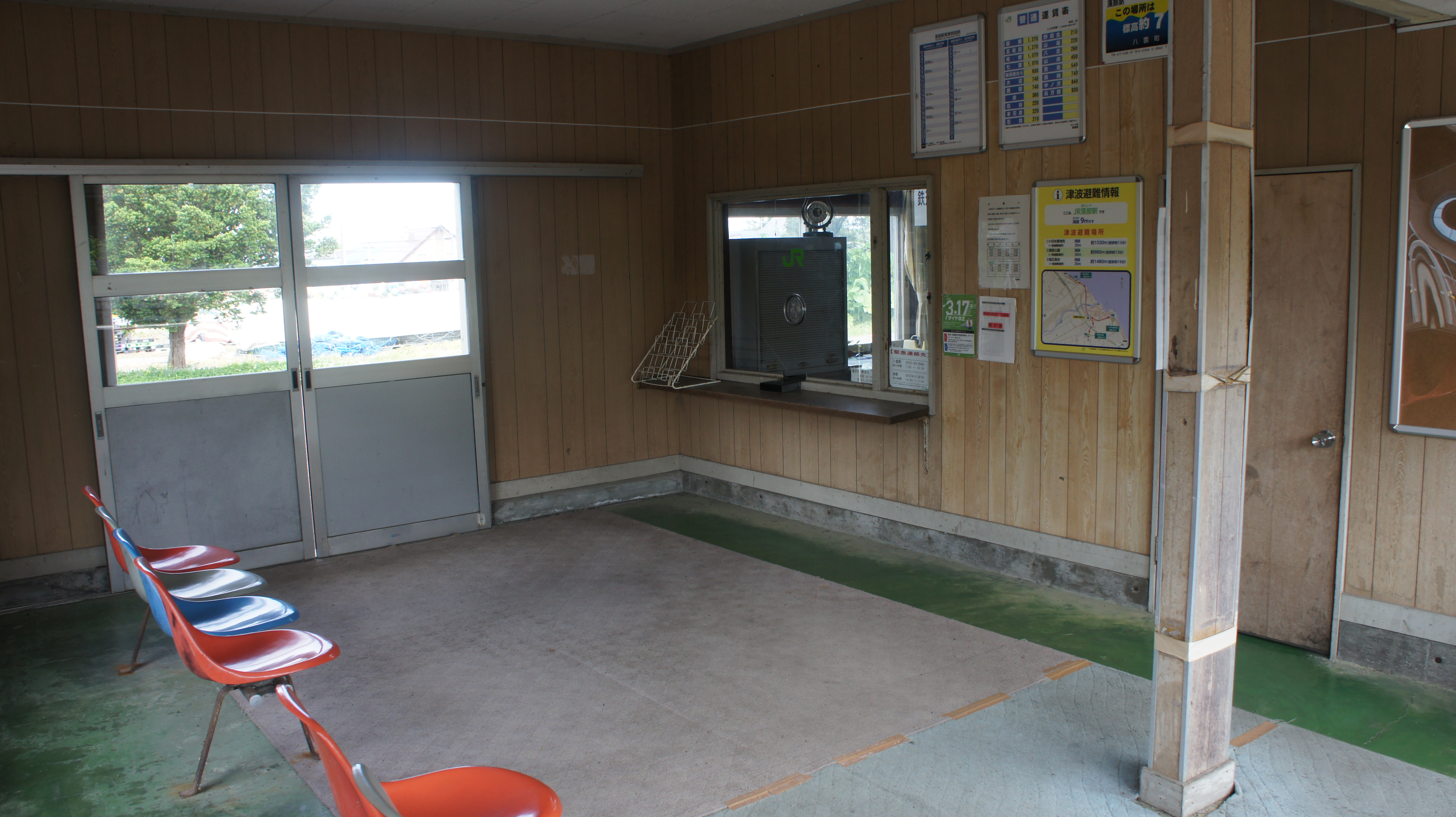
車站內部(2018年6月)

## 車站結構

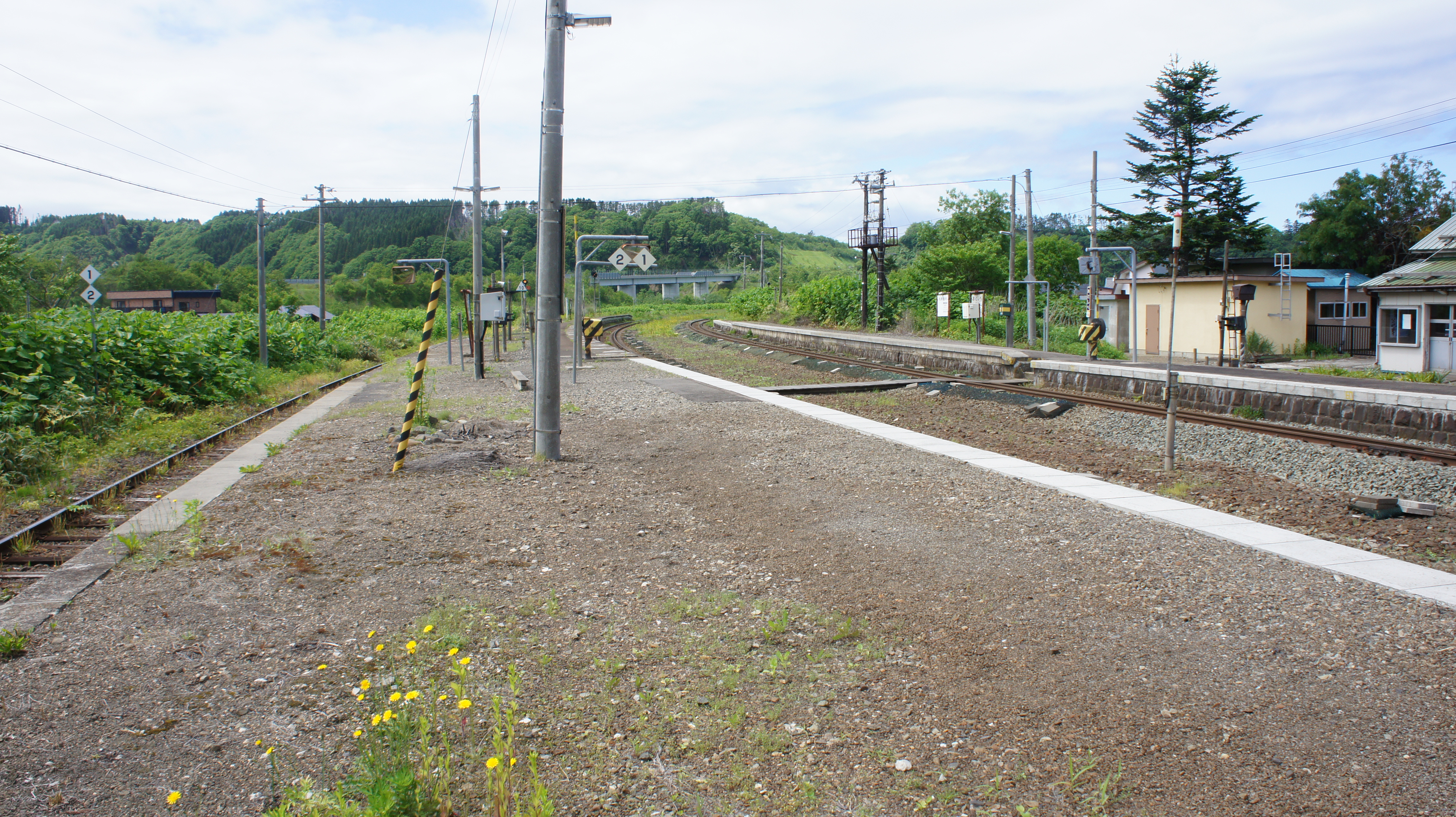
月台(2018年6月)

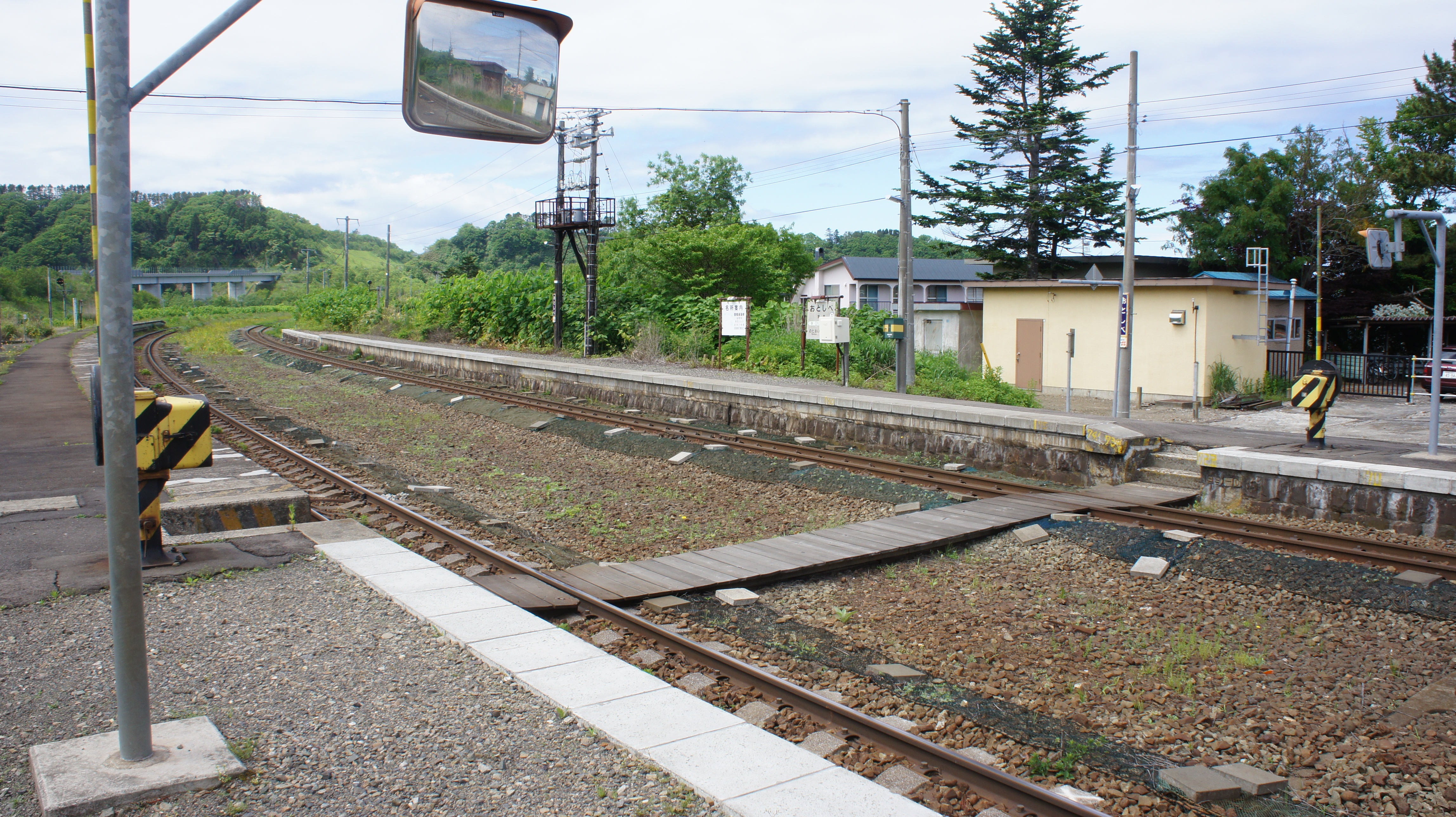
平交道(2018年6月)

本站為地面車站，設於彎道上，是島式和對向式複合月台2面3線的車站。月台之間的中央以站內平交道連結。2號月台用作待避貨物列車。本站設有木造站房。

## 相鄰車站
北海道旅客鐵道（JR北海道）
■函館本線
■特急「北斗」
通過
■普通
石倉（H58）－落部（H57）－野田生（H56）

## 外部連結
- JR北海道落部站 （页面存档备份，存于）